# گل‌خورک
گل‌خورک، یا اشلمبو، یا لنگوچ، نوعی ماهی دوزیست است. در هندیجان در کنار ساحل خلیج فارس نیز به نام «بوشلمبو» شناخته می‌شوند و به وفور نیز یافت می‌گردند.

## مشخصات
بدن خاکستری، اولین باله پشتی متمایل به ارغوانی پوشیده با لکه‌های تیره، دومین باله پشتی دارای ۲ یا ۳ ردیف لکه‌های سفید دوکی شکل است. باله دمی تیره رنگ؛ دندان روی آرواره‌ها قرار گرفته‌است. ارتفاع اولین باله پشتی از طولش بیشتر است. طول دومین باله پشتی بیشتر از اولی است.
متوسط اندازه آن در رودخانه سرباز ۱۵ سانتی‌متر است. نمونه‌های ۳۰سانتیمتری نیز مشاهده شده‌اند.

## زیستگاه
ساحل رودهایی که دارای ساحل ماسه‌ای توأم با گل و لای باشند. در درون بستر نقب‌هایی حفر نموده و در آنجا پنهان می‌شوند. آب‌های گل آلود را ترجیح می‌دهند. روی ساحل رودخانه تا فاصله حدود پنج متر نیز از آب فاصله می‌گیرند. دمای آب در زیستگاه‌های این ماهی تا ۳۸ درجه نیز می‌رسد.
در ایران و اطراف در قسمت‌های پایینی رودخانه‌های حوزه خلیج فارس و دجله و کارون و حوزه‌های مکران، هرمز ، خلیج فارس و سواحل بوشهر و جزیره شیف، قسمتهای پایینی رودخانه‌های جگین، گابریک، سرباز و میناب فراوان است.